# زهيرة حوفاني
زهيرة حوفاني برفاس (16 سبتمبر 1952) هي كاتبة جزائرية تكتب باللغة الفرنسية وتعيش في كندا. ربما تكون أول امرأة تنشر رواية بوليسية في الجزائر.
ولدت زهيرة حوفاني في 16 سبتمبر 1952 في مكيرة، الجزائر. كانت روايتها الأولى هي Les Pirates du Désert (قراصنة الصحراء) (1986)، والتي تدور أحداثها في تمنراست في جنوب الجزائر وكتبت بأسلوب مؤلفي الروايات البوليسية المتشددين داشييل هاميت وريموند تشاندلر. لقد تخلت عن كتابة الروايات البوليسية أثناء الحرب الأهلية الجزائرية.
انتقلت إلى كندا في عام 1994. عملت ناشطة سلام، وزارت العراق لتوثيق الخسائر المدنية خلال حرب العراق وطالبت باستقالة الرئيس الجزائري عبد العزيز بوتفليقة.

## الكتب
- Les pirates du désert, Alger : ENAL, 1986, 135 p.[7]
- Le portrait du disparu, Alger : ENAL, 1986, 74 p.[7]
- L'incomprise, Alger : ENAL, 1989, 140 p.[7]
- Lettre d'une musulmane aux Nord-Américaines, Montréal : Éditions Écosociété, 2002, 148 p.; 19 cm. (ردمك 978-2-921561-80-8)[7]
- Jenan, la condamnée d'Al-Mansour, Montréal : Lux, 2008, 158 p.; 21 cm. (ردمك 978-2-89596-067-6)[7]
- La honte se vit seule, Tizi Ouzou [Algérie]: éditions Frantz Fanon, 2016, 203 pages. (ردمك 978-9931-572-14-5)[7]
- Françafrique, la matrice du chaos africain - Stratégie coloniale d’échec des indépendances, Éditions L'Harmattan, collection Questions contemporaines, 2024, Broché - 172 pages. (ردمك 978-2-336-43430-8)[7]